# Howard D. White
Howard Dalby White (Salt Lake City, Utah, 15 de juny de 1936) és un bibliotecari i gestor d'informació estatunidenc que ha investigat en informetria i cienciometria.
Va obtenir el títol de Biblioteconomia per la Universitat de Califòrnia a Berkeley. El 1974 defensà la seva tesi Social science data sets : a study for librarians a la Facultat de Ciències i Tecnologies de la Informació, centre conegut com a iSchool, de la Universitat de Drexel, on després en seria professor i posteriorment professor emèrit.

## Obra acadèmica
Howard White ha dut a terme múltiples estudis mètrics sobre la informació, tant en el camp de la bibliometria com en el de la webmetria, anàlisi de cites i coautories per descobrir patrons de comportament en la producció de documents científics. Howard White i Kate McCain, entre 1997 i 2000, van fer estudis sobre autoria i cocitació que conduirien a la seva representació i visualització. Primer partint del concepte imatge de l'autor en el seu àmbit d'estudi (sempre que aquest tingui un nombre ampli de cites). Aquesta imatge ens duu vers la identificació d'altres autors també influients en el mateix domini de l'especialitat, així com a les regles existents entre ells. D'aquest mode s'obtenen dos objectius: 
- 1) un ús de les xarxes centrades en el subjecte com interfícies d'usuari i recuperació de la informació biogràfica
- 2) observar per mitjà de la seva representació com ha evolucionat l'aportació teòrica d'una àrea de coneixement a través d'un tall representatiu de la seva producció bibliogràfica[cal citació]

Fruit del seu treball va crear el sistema Authormap, un programa basat en l'algoritme de Kohonen, que s'encarregava de realitzar mapes cognitius bidimensionals en l'àrea de les humanitats i les arts. Explorava també les relacions que existeixen entre els diversos autors i investigadors en aquestes àrees. Es partia de l'axioma pel qual, quan dos autors són citats conjuntament de manera habitual, és molt probable que tinguin entre si mateixos una unió intel·lectual de les seves investigacions i dels seus escrits. Emprant aquest programa en bases de dades especialitzades, es pot obtenir un mapa cognitiu bidimensional que reflecteixi el pes real dels temes i subtemes utilitzats. Quan se cerca la productivitat d'un autor, apareix una escala de 25 autors, des del més proper al més llunyà.
Amb els seus estudis amb Kate McCain ha arribat a la conclusió que la meitat dels articles publicats en l'àrea d'Informació i Documentació són estudis bibliomètrics.
Ha realitzat també projectes d'avaluació de sistemes d'informació i serveis de referència. Ha treballat a més en diverses àrees bibliotecàries, en particular en propietat intel·lectual i recuperació de la informació bibliogràfica.

## Obres destacades
- White, Howard D.; Bates, Marcia; Wilson, Patrick. For Information Specialists: Interpretations of Reference and Bibliographic Work (en anglès).  Praeger, 1992. ISBN 9780893919832.
- White, Howard D.; McCain, Kate «Visualizing a disciline : an authot co-citation analysis of information science 1972-1995» (en anglès). Journal of the Association for Information Science and Technology, 98, 4, 1998, pàg. 327-355.
- White, Howard D. «On Extending Informetrics: An Opinion Paper». A: Proceedings of the 10th International Congress of the International Society for Scientometrics and Informetrics. Stockholm, 2005 (en anglès).  Drexel University, p. 442-449. Arxivat 2016-02-16 a Wayback Machine.

## Premis
El 2004 va ser guardonat amb el Premi ASIS&T al Mèrit Acadèmic i el 2005 va rebre la Medalla Derek de Solla Price.